# Quận Calhoun, Texas
Quận Calhoun (tiếng Anh: Calhoun County) là một quận trong tiểu bang Texas, Hoa Kỳ. Quận lỵ đóng ở thành phố Port Lavaca6. Quận này thuộc vùng đô thị Victoria. Quận được đặt tên theo John Caldwell Calhoun, Phó tổng thống thứ 17 của Hoa Kỳ.

## Thông tin nhân khẩu
Theo điều tra dân số 6 năm 2000, quận đã có dân số 20.647 người, 7.442 hộ, và 5.574 gia đình sống trong quận. Mật độ dân số là 40 người cho mỗi dặm vuông (16/km ²). Có 10.238 đơn vị nhà ở với mật độ trung bình là 20 cho mỗi dặm vuông (8/km ²). Cơ cấu dân tộc của dân cư gồm 78,04% người da trắng, 2,63% da đen hay Mỹ gốc Phi, 0,49% người Mỹ bản xứ, 3,27% người châu Á, 0,07% người đảo Thái Bình Dương, 13,19% từ các chủng tộc khác, và 2,32% từ hai hoặc nhiều chủng tộc. 40,92% dân số là người Hispanic hay Latino thuộc chủng tộc nào. 11,4% là của Đức, 9,4% của Mỹ và 5,5% gốc tiếng Anh theo điều tra dân số năm 2000. 67,9% nói tiếng Anh, 29,1% nó tiếng Tây Ban Nha và 1,2% của Trung Quốc như là ngôn ngữ đầu tiên của họ.
Có 7.442 hộ, trong đó 35,40% có trẻ em dưới 18 tuổi sống chung với họ, 59,20% là các cặp vợ chồng sống với nhau, 11,00% có chủ hộ là nữ không có mặt chồng, và 25,10% là không lập gia đình. 21,30% của tất cả các hộ gia đình đã được tạo thành từ các cá nhân và 8,90% có người sống một mình 65 tuổi trở lên đã được người. Bình quân mỗi hộ là 2,75 và cỡ gia đình trung bình là 3,20.
Trong quận, cơ cấu tuổi dân cư với 28,50% ở độ tuổi dưới 18, 8,70% 18-24, 27,30% 25-44, 22,30% 45-64, và 13,30% người 65 tuổi trở lên. Tuổi trung bình là 35 năm. Cứ mỗi 100 nữ có 100,90 nam giới. Cứ mỗi 100 nữ 18 tuổi trở lên, đã có 99,70 nam giới.
Thu nhập trung bình cho một hộ gia đình trong quận đã được $ 35.849, và thu nhập trung bình cho một gia đình là $ 39,900. Nam giới có thu nhập trung bình $ 35.957 so với 19.772 $ cho phái nữ. Thu nhập trên đầu cho các quận được $ 17,125. Giới 12,70% gia đình và 16,40% dân số sống dưới mức nghèo khổ, trong đó có 21,30% những người dưới 18 tuổi và 11,70% có độ tuổi từ 65 trở lên.